# Grand Prix Itálie 1977
Grand Prix Itálie ( XLVIII Gran Premio d'Italia ) byla 14. závodem sezóny 1977, který se konal 11. září 1977 na okruhu Autodromo Nazionale Monza. V závodě zvítězil Mario Andretti na voze Lotus.

## XLVIIIGran Premio d'Italia
Niki Lauda si vítězstvím v Holandsku vytvořil 21 bodový náskok v čele šampionátu, ale hladinu emoci v Monze rozvířilo Laudovo prohlášení, že na konci sezóny odchází do stáje Brabham.
V soupisce se objevilo i několik nových tváří, tým Brabham – Alfa Romeo připravil třetí vůz pro Itala Giorgio Franciu. Vern Schuppan musel uvolnit místo Leonimu ve druhém voze Surtees a Bruno Giacomelli dostal příležitost u McLarenu . Celkem se o 24 startovních míst v Grand Prix Itálie ucházelo 34 jezdců. Překvapením bylo i to, že sítem kvalifikace neprošel i Emerson Fittipaldi.
James Hunt zvládl nástrahy kvalifikace nejlépe a postavil se na pole position. Z druhé pozice startovalo Ferrari Carlose Reutemanna, ve druhé řadě stali Jody Scheckter (Wolf) a Mario Andretti (Lotus), třetí řada pak Niki Lauda (Ferrari) a Riccardo Patrese (Shadow). V první kvalifikaci Hans Joachim Stuck poškodil svůj vůz Brabham a musel přesednout do náhradního vozu, který byl připraven pro Giorgio Franciu, pro kterého tak závod skončil po třech kolech odjetých v první kvalifikaci.
Vynikající start předvedl Jody Scheckter, který se dostal do vedení, na druhé místo se prokličkoval ze 7. místa startující Clay Regazzoni. Až za vedoucí dvojicí jeli Hunt s Andrettim, ale ještě během prvního okruhu se dokázali dostat přes Regazzoniho Ensign. Regazzoni nedokázal udržet rychlost svého vozu s konkurencí a nadále se propadal startovním polem, ve druhém kole přenechal svou pozici Reutemannovi a Laudovi a ve třetím ho předjel i Jochen Mass a Hans-Joachim Stuck. V desátém kole se manévrem v zatáčce Parabolica, do čela dostal Mario Andretti, který si první pozici pohlídal až do konce závodu. Porucha motoru vyřadila ve 23. kole Wolf Jody Schecktera, kterého následoval Jean-Pierre Jabouille a Patrick Depailler se stejným problémem.
Niki Lauda si druhým místem zajistil titul mistra světa, Jody Scheckter by musel vyhrát všechny tři zbývající závody a i přesto by Laudu nepředstihl.

## Výsledky
- 11. září 1977
- Okruh Autodromo Nazionale Monza
- 52 kol x 5,800 km = 301,600 km
- 294. Grand Prix
- 6. vítězství pro Maria Andrettiho
- 63. vítězství pro Lotus
- 27. vítězství pro USA
- 26. vítězství pro vůz se startovním číslem 5

| Pozice | Jezdec                | Vůz            | Čas        |
| ------ | --------------------- | -------------- | ---------- |
| 1      | Mario Andretti        | Lotus 78       | 1:27'50.30 |
| 2      | Niki Lauda            | Ferrari 312 T2 | á 0:16.96  |
| 3      | Alan Jones            | Shadow DN8     | á 0:23.63  |
| 4      | Jochen Mass           | McLaren M 26   | á 0:28.48  |
| 5      | Clay Regazzoni        | Ensign N 177   | á 0:30.11  |
| 6      | Ronnie Peterson       | Tyrrell P 34   | á 1:19.22  |
| 7      | Patrick Nève          | March 761      | á 2 kola   |
| 8      | Jacques Laffite       | Ligier JS 7    | á 2 kola   |
| 9      | Rupert Keegan         | Hesketh 308E   | á 4 kola   |
| Kolo   | Odstoupili            | -              | -          |
| 41     | Ian Scheckter         | March 771      | Rozvody    |
| 39     | Carlos Reutemann      | Ferrari 312 T2 | Mimo trať  |
| 39     | Riccardo Patrese      | Shadow DN8     | Mimo trať  |
| 38     | Bruno Giacomelli      | McLaren M 23   | Motor      |
| 31     | Hans-Joachim Stuck    | Brabham BT45   | Motor      |
| 26     | James Hunt            | McLaren M 26   | Mimo trať  |
| 24     | Patrick Depailler     | Tyrrell P 34   | Motor      |
| 23     | Jody Scheckter        | Wolf WR1       | Motor      |
| 23     | Jean-Pierre Jabouille | Renault RS01   | Motor      |
| 19     | Jean-Pierre Jarier    | Penske PC4     | Motor      |
| 9      | Patrick Tambay        | Ensign N177    | Motor      |
| 5      | Vittorio Brambilla    | Surtees TS19   | Nehoda     |
| 4      | Gunnar Nilsson        | Lotus 78       | Zavěšení   |
| 4      | Brett Lunger          | McLaren M23B   | Motor      |
| 3      | John Watson           | Brabham BT45   | Nehoda     |

### Nejrychlejší kolo
- Mario Andretti 1'39.10 Lotus
- 6. nejrychlejší kolo pro Maria Andrettiho
- 55. nejrychlejší kolo pro Lotus
- 32. nejrychlejší kolo pro USA
- 12. nejrychlejší kolo pro vůz se startovním číslem 5

### Vedení v závodě
- 1.-9. kolo - Jody Scheckter
- 10.-52. kolo - Mario Andretti

### Postavení na startu
- James Hunt McLaren 1'38.08
- 13. Pole position pro James Hunta
- 17. Pole position pro McLaren
- 112. Pole position pro Velká Británie
- 30. Pole position pro vůz se startovním číslem 1

| 1. řada  | 1                  | 2                     |
|          | James Hunt         | Carlos Reutemann      |
|          | McLaren            | Ferrari               |
|          | 1'38.08            | 1'38.15               |
| 2. řada  | 3                  | 4                     |
|          | Jody Scheckter     | Mario Andretti        |
|          | Wolf               | Lotus                 |
|          | 1'38.29            | 1'38.37               |
| 3. řada  | 5                  | 6                     |
|          | Niki Lauda         | Riccardo Patrese      |
|          | Ferrari            | Shadow                |
|          | 1'38.54            | 1'38.68               |
| 4. řada  | 7                  | 8                     |
|          | Clay Regazzoni     | Jacques Laffite       |
|          | Ensign             | Ligier                |
|          | 1'38.68            | 1'38.77               |
| 5. řada  | 9                  | 10                    |
|          | Jochen Mass        | Vittorio Brambilla    |
|          | McLaren            | Surtees               |
|          | 1'38.86            | 1'38.92               |
| 6. řada  | 11                 | 12                    |
|          | Hans-Joachim Stuck | Ronnie Peterson       |
|          | Brabham            | Tyrrell               |
|          | 1'39.05            | 1'39.17               |
| 7. řada  | 13                 | 14                    |
|          | Patrick Depailler  | John Watson           |
|          | Tyrrell            | Brabham               |
|          | 1'39.18            | 1'39.21               |
| 8. řada  | 15                 | 16                    |
|          | Bruno Giacomelli   | Alan Jones            |
|          | McLaren            | Shadow                |
|          | 1'39.42            | 1'39.50               |
| 9. řada  | 17                 | 18                    |
|          | Ian Scheckter      | Jean-Pierre Jarier    |
|          | March              | Penske                |
|          | 1'39.62            | 1'39.63               |
| 10. řada | 19                 | 20                    |
|          | Gunnar Nilsson     | Jean-Pierre Jabouille |
|          | Lotus              | Renault               |
|          | 1'39.85            | 1'40.03               |
| 11. řada | 21                 | 22                    |
|          | Patrick Tambay     | Brett Lunger          |
|          | Ensign             | McLaren               |
|          | 1'40.19            | 1'40.26               |
| 12. řada | 23                 | 24                    |
|          | Rupert Keegan      | Patrick Nève          |
|          | Hesketh            | March                 |
|          | 1'40.28            | 1'40.51               |
| -------- | ------------------ | --------------------- |

### Nekvalifikovali se
| *  | Jezdec             | Vůz                          | Čas     |
| -- | ------------------ | ---------------------------- | ------- |
| 25 | Alex Ribeiro       | March 761B                   | 1'40.79 |
| 26 | Emerson Fittipaldi | Copersucar F5                | 1'40.97 |
| 27 | Lamberto Leoni     | Surtees TS19                 | 1'41.03 |
| 28 | Brian Henton       | Boro N175 (Ensign N175)      | 1'41.13 |
| 29 | Emilio de Villota  | McLaren M23B                 | 1'41.21 |
| 30 | Ian Ashley         | Hesketh 308E                 | 1'41.22 |
| 31 | Teddy Pilette      | BRM P207                     | 1'41.92 |
| 32 | Hans Binder        | Penske PC4                   | 1'43.10 |
| 33 | Loris Kessel       | Apollon FW03 (Williams FW03) | 1'46.68 |
| 34 | Giorgio Francia    | Brabham BT45                 | 1'49.67 |

### Zajímavosti
- V závodě debutovali Bruno Giacomelli, Giorgio Francia, Lamberto Leoni
- V závodě se poprvé představil vůz Apollon FW03.
- 50 GP pro vozy Fittipaldi
- 10 GP pro Ruperta Keegana

| Pole position      | Vítězství      | Nej. kolo      |
| Spojené království | USA            | USA            |
| James Hunt         | Mario Andretti | Mario Andretti |
| McLaren M26        | Lotus 78       | Lotus 78       |
| 1'38.08            | 1:27'50.30     | 1'39.10        |
| 212.887 km/h       | 206.015 km/h   | 210.696 km/h   |
| ------------------ | -------------- | -------------- |

### Stav MS
| *  | Jezdec             | Body |
| -- | ------------------ | ---- |
| 1  | Niki Lauda         | 69   |
| 2  | Jody Scheckter     | 42   |
| 3  | Mario Andretti     | 41   |
| 4  | Carlos Reutemann   | 35   |
| 5  | James Hunt         | 22   |
| 6  | Jochen Mass        | 21   |
| 7  | Gunnar Nilsson     | 20   |
| 8  | Jacques Laffite    | 16   |
| 9  | Alan Jones         | 16   |
| 10 | Hans-Joachim Stuck | 12   |
| 11 | Emerson Fittipaldi | 11   |
| 12 | Patrick Depailler  | 10   |
| 13 | John Watson        | 9    |
| 14 | Ronnie Peterson    | 7    |
| 15 | Carlos Pace        | 7    |
| 16 | Vittorio Brambilla | 5    |
| 17 | Clay Regazzoni     | 3    |
| 18 | Patrick Tambay     | 3    |
| 19 | Jean-Pierre Jarier | 1    |
| 20 | Renzo Zorzi        | 1    |

| *  | Vůz        | Body |
| -- | ---------- | ---- |
| 1  | Ferrari    | 86   |
| 2  | Lotus      | 56   |
| 3  | Wolf       | 42   |
| 4  | McLaren    | 38   |
| 5  | Brabham    | 27   |
| 6  | Tyrrell    | 17   |
| 7  | Shadow     | 17   |
| 8  | Ligier     | 16   |
| 9  | Fittipaldi | 11   |
| 10 | Ensign     | 6    |
| 11 | Surtees    | 5    |
| 12 | Penske     | 1    |

| *  | Stát                  | Body |
| -- | --------------------- | ---- |
| 1  | Rakousko              | 69   |
| 2  | Jihoafrická republika | 42   |
| 3  | USA                   | 41   |
| 4  | Argentina             | 35   |
| 5  | Německo               | 33   |
| 6  | Velká Británie        | 31   |
| 7  | Francie               | 30   |
| 8  | Švédsko               | 27   |
| 9  | Brazílie              | 17   |
| 10 | Austrálie             | 16   |
| 11 | Itálie                | 6    |
| 12 | Švýcarsko             | 6    |